# St. Jude Children's Research Hospital
St. Jude Children's Research Hospital là một bệnh viện nhi khoa và cơ sở nghiên cứu y học ở Memphis, tiểu bang Tennessee, Hoa Kỳ. Được thành lập năm 1962 bởi diễn viên hài Danny Thomas, bệnh viện là một tổ chức phi lợi nhuận 501(c)(3) chuyên khoa về những căn bệnh nan y ở trẻ nhỏ, như bệnh máu trắng và các loại ung thư khác. Trong năm tài khóa 2021, St. Jude nhận được $2 tỷ tiền ủng hộ. Chi phí hoạt động thường ngày của bệnh viện trung bình khoảng $1.7 triệu, dù bệnh nhân không cần phải trả viện phí.